# ハインツ・ザクセンベルク
ハインツ・ザクセンベルク（Heinz Sachsenberg、1922年7月12日 - 1951年6月17日）は、第二次世界大戦時のドイツ空軍のエース・パイロットである。

## 初期の履歴
ハインツ・ザクセンベルクは1922年7月12日にデッサウで生まれ1941年にドイツ空軍に入隊した。戦友から「ハイノ（"Heino"）」又は「ヴィマーザール（"Wimmersaal"）」と呼ばれたハインツは、プール・ル・メリット勲章叙勲者で第一次世界大戦時の戦闘機パイロットのゴットハルト・ザクセンベルクの甥であった。ハインツの兄弟のゴットハルト（Gotthard）もドイツ空軍に入隊しており、1944年3月8日に夜間戦闘機で作戦行動中に戦死した。

## 東部戦線での飛行
ハインツ・ザクセンベルクは飛行訓練終了後の1942年秋に第52戦闘航空団（JG 52）に配属され、同年遅くに東部戦線の前線に送られJG 52／第6中隊に配属された。1943年4月21日にザクセンベルクは最初の戦果を挙げ、8月12日までに34機の撃墜を記録した。ザクセンベルクは過度のストレスにより数週間の休暇をとったにもかかわらず1943年終わりまでに52機を撃墜した。
76機を撃墜後の1944年3月にザクセンベルクは騎士鉄十字勲章に推薦され、6月9日にこれを授与された。5月7日に6機、5月31日に4機、6月8日には5機以上を撃墜して総撃墜数を101機とした。1944年6月23日にルーマニア上空でアメリカ陸軍航空軍（USAAF）のノースアメリカン P-51戦闘機との戦闘でザクセンベルクは負傷し、何とか乗機のメッサーシュミットBf109 G-6（製造番号：166233、機番："黄 1"）を胴体着陸させた。ザクセンベルクの最後の戦果はハンガリー上空で撃墜したP-51戦闘機であった。

## 防衛飛行中隊

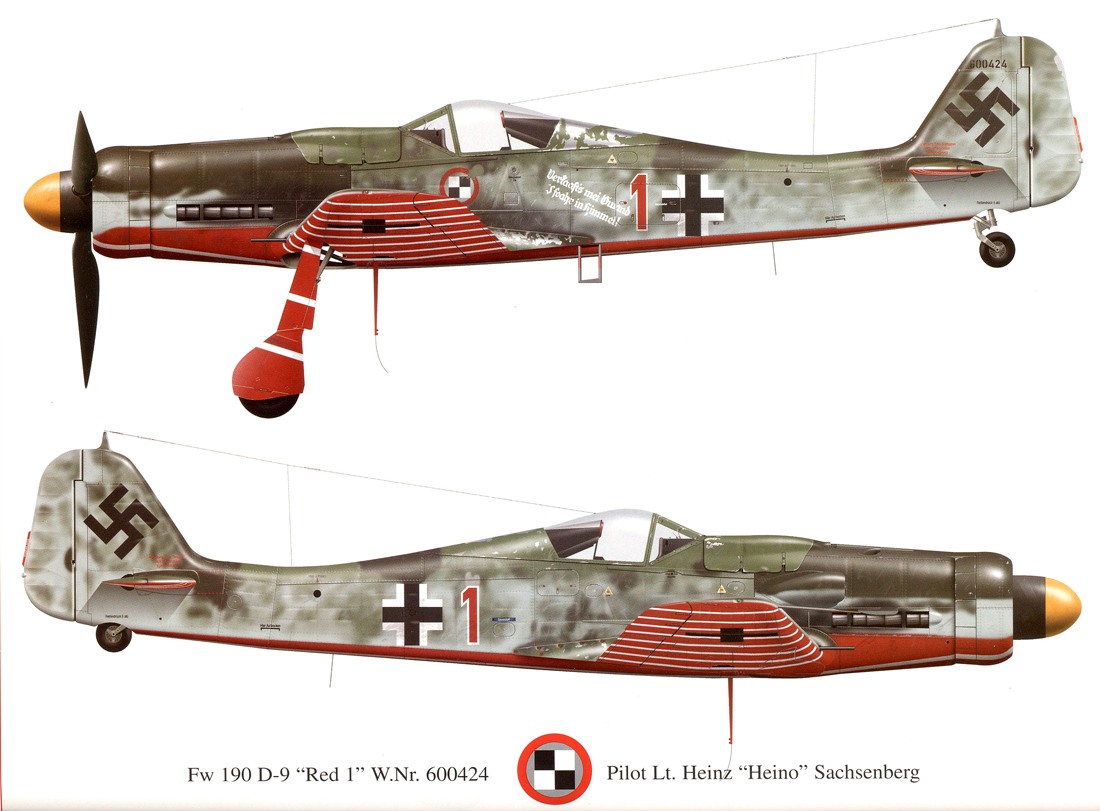
JV44時代のザクセンベルクの搭乗機　赤の1

1945年にザクセンベルクは短期間だけ第7戦闘航空団（JG 7）に所属したが、4月には第44戦闘団（JV 44）に異動した。ザクセンベルクの任務はメッサーシュミット Me262ジェット戦闘機の上空援護であり、Fw 190 D9戦闘機を装備する防衛飛行中隊の飛行中隊長（Staffelkapitän）に任命された。ザクセンベルクの搭乗するFw 190 D9は機番が"赤 1"として知られ、胴体には「死んだら俺の衣類は売り払ってくれ！（"Verkaaft's mei Gwand 'I foahr in himmel!"）」という碑文が書かれていた。
防衛飛行中隊の機体は地上要員からの判別がし易いように下面が赤色で塗装され目立つ白色の線が引かれていた。「オウム飛行隊（Papagei Staffel）」の伝説の誕生であった。（この名称は戦後に付けられたものであり、飛行隊員自身では使用されなかったので非常に紛らわしい）この様式で機体を塗装することに決めたのはパイロット達自身であり、恐らく失敗に終わったボーデンプラッテ作戦に於いて多くのドイツ軍機が味方対空砲火の誤射により失われた結果を受けてのことであった。
ジェットエンジンは応答が鋭敏では無く機敏に加減速が出来なかったため離着陸時のジェット機は連合国軍の地上攻撃機による機銃掃射に対して脆弱であり、これの「離着陸援護（Start- und Landeschutz）」が防衛飛行中隊の任務であった。飛行場周辺に配された小口径と中口径の対空砲と共にJG 52と第54戦闘航空団（JG 54）の一部がジェット戦闘機の離着陸段階を援護する防衛任務に割り当てられていた。JV 44は自前の防衛飛行中隊を持つ特殊な例であった。

## 戦後
ザクセンベルクは合計520回の作戦任務で西部戦線での1機と84機の戦闘機を含む総計104機の戦果を挙げ、1隻の高速艇を撃沈した。
ハインツ・ザクセンベルクは1951年6月17日に戦争中に受けた傷の合併症が原因で死去した。

## 引用句
「少なくともプロペラの付いていない物は信用しない。」 - 何故ジェット機に搭乗しないのかと尋ねられてのザクセンベルクの答え。

## 受勲
- 空軍名誉杯（1943年10月2日）
- ドイツ十字章（1943年10月17日）
- 騎士鉄十字章（1944年9月6日）